# Musa Kjazim Hadžimejlić
Šejh hfz. Musa Kjazim ef. Hadžimejlić (Vukeljići, 1888. – Vukeljići, 1961.), bosanskohercegovački je teolog bošnjačkog podrijetla, muftija makedonski i livanjski, šejh nakšibendijskog tarikata.

## Životopis
Musa Kjazim Hadžimejlić se rodio 1888. u Vukeljićima pokraj Fojnice, kao sin šejha Hasan ef. Hadžimejlića i unuk šejha Mejli-babe. Kada je šejh Hasan ef. Hadžimejlić umro, Musa Kjazim je imao šest godina. Odmah nakon očeve smrti je poslan u Visoko, na školovanje u medresu. U medresi postaje hafiz. Po završetku škole 1903. godine odlazi u Istanbul na daljnje školovanje. U Istanbul studira u Sultan Fatihovoj medresi, a potom upisuje teološki fakultet. Nakon što diplomira teologiju odlazi u Kairo, gdje ostaje dvije godine. Po povratku iz Kaira vraća se u Istanbul, gdje radi kao inspektor školstva. U Istanbulu provodi 12 godina, a nakon toga odlazi na kraće vrijeme u Beč.
U Fojnicu se vraća 1918. godine, gdje odmah biva postavljen za profesora u medresi. Godine 1920. Rijaset ga postavlja za muftiju makedonskog, sa sjedištem u Skoplju. Na toj dužnosti ostaje 14 godina, sve do ukidanja muftijstava 1934. godine. 
Godine 1934. Musa Kjazim Hadžimejlić se preseljava u Bijeljinu, gdje radi kao profesor njemačkog i francuskog jezika. U Zenicu se preseljava 1936. godine gdje radi kao profesor povijesti islama i arapskog jezika. Tijekom Drugog svjetskog rata je postavljen za muftiju livanjskog i na toj dužnosti ostaje do umirovljenja, kad se vraća u svoje rodno mjestu Vukeljiće. 
U Vukeljićima otvara medresu gdje aktivno radi od 1944. do 1951. godine kad je zabranjen rad medresa u Bosni i Hercegovini. Međutim, on nastavlja i dalje ilegalno raditi, sve do smrti. 
Umro je u Vukeljićima 1961. godine. Pokopan je u turbetu svoga oca šejh Hasan-babe. U Vukeljićima se danas obiteljski muzej Hadžimejlića zove po šejhu hfz. Musi Kjazimu Hadžimejliću.

## Djela
- Čovjek i islam: život i djelo (Kaćuni, 2008.)

## Vanjske poveznice
- Šejh Musa Kjazim ef. Hadžimejlić